# Jaime Neves
Jaime Alberto Gonçalves das Neves (* 28. März 1936 in São Diniz, Gemeinde São Martinho de Antas, Kreis Sabrosa, Distrikt Vila Real, Portugal; † 27. Januar 2013 in Lissabon, Portugal) war ein hoher portugiesischer Militär, zuletzt im Range eines Generalmajors der Reserve, der womöglich Mitte der 1970er einen Bürgerkrieg in Portugal verhindert hat.

## Leben
Jaime Neves wurde als Sohn eines Polizisten in der kleinen Ortschaft São Diniz (St. Dennis) geboren. Er machte sein Abitur in Vila Real und ging zum Studium nach Porto, wo er zunächst einige Semester Medizin studierte, bevor er sich an der Escola de Exercito einschrieb und begann, Militärwissenschaften zu studieren, seine Kommilitonen waren der spätere Spitzengeneral und Präsident der Republik Portugal, General António Ramalho Eanes sowie Ernesto Melo Antunes. Es folgte dann der Entschluss, ein Militär zu werden und dann wechselte er erneut, diesmal an die offizielle Militärakademie in Lissabon. Nach seinem Abschluss wurde er von 1957 bis 1960 in Portugals damaligen Kolonien in Portugiesisch-Indien und Angola sowie Portugiesisch-Ostafrika (Mosambik) eingesetzt. Dort war er mit verschiedenen Missionen betraut, unter anderem der organisatorischen und logistischen Sicherung der Marineinfanteristen in Angola. Im März 1958 wurde er nach Portugiesisch-Indien versetzt.
1975 war er als Oberst (im Range eines Colonel) in Amadora stationiert und ihm Unterstand eine Einheit. Durch interne Mitteilungen wurde ihm bekannt, dass ein angeblicher Militärputsch für den 11. November 1975 von linksgerichteten Militärpolizisten aus Ajuda in Lissabon bevorstehe und er informierte die offiziellen Stellen in Lissabon, die dann die angeblichen Rädelsführer verhaften ließen. Vom Militärrat für seine Leistung gelobt, sagte er den legendären Satz: Ich wollte halt nur einen Bürgerkrieg in Portugal verhindern. Während der unblutigen Nelkenrevolution am 25. April 1974 spielte er eine wichtige Rolle zur Verteidigung der Revolution mit seinen Regimentern.
1981 bereits wurde er trotz seines damals noch recht jungen Alters mit allen militärischen Ehren in den Ruhestand versetzt, verblieb aber der Reserve als Militär erhalten.
Während und nach seiner Dienstzeit erhielt er hohe staatliche und militärische Auszeichnungen.
Am 27. Januar 2013 verstarb General Jaime Neves im Militärhospital von Lissabon im Stadtteil Estrela an den Folgen von Atemproblemen. Er wurde mit großen militärischen Ehren auf dem Lissaboner Friedhof Cemeterio Alto de São João beigesetzt.
Der Familie kondolierte der Staatspräsident der Portugiesischen Republik, Prof. Dr. Aníbal Cavaco Silva, der portugiesische Premierminister Passos Coelho sowie der ehemalige Verteidigungsminister und rechtspopulistische Politiker Paulo Portas, der Neves als einen Stützpfeiler der portugiesischen Republik, Freiheit und Demokratie ansah.

## Werk
- Homem de guerra e boemio, (Ein Mann des Krieges und Bohemien), Autobiographie, 2012.

## Auszeichnungen (Auswahl)
- Medalha de Grande Oficial com palma de Ordem Militar da Torre e Espada, 1995, durch den damaligen Staatspräsidenten Mário Soares verliehen.
- 2009 Erhebung in den Rang eines Generalmajors der Reserve ehrenhalber für seine Verdienste um das portugiesische Militär, die portugiesische Republik und die portugiesische Demokratie, durch Staatspräsident Cavaco Silva, auf Vorschlag von Ramalho Eanes.